# Цев (ватрено оружје)
Цев (енгл. Gun barrel), део ватреног оружја којим се хемијска енергија барута претвара у кинетичку енергију пројектила и пројектилу даје правац кретања, а у већине оружја (олучне цеви) и обртање око уздужне осе.

## Структура
Унутрашњост цеви назива се канал или душа цеви. Предњи део канала, уста цеви, је отворен, а задњи затворен и то:
- код старинског ватреног оружја (спредњаче, у широкој употреби до 1865) и неких модерних минобацача директно задњаком цеви.[1]
- код модерне артиљерије и пушака острагуша затварачем, смештеним у задњак цеви (код артиљерије), или сандук (код стрељачког оружја).[1]

Задњак и сандук могу бити израђени из посебног или (ређе) истог комада као цев: у првом случају спајају се са цеви навијањем, увијањем или (само у неких минобацача) заваривањем, чинећи опет са њом једну целину - цев у ширем смислу. Пречник канала на устима цеви назива се калибар цеви, и он се често користи и као мера за дужину цеви. Према изгледу унутрашње површине, цеви  се деле деле на глатке и олучне.

### Глатке цеви
Глатке цеви примењиване су од средине 14. века до половине 19. века, како код артиљеријског оруђа тако и код ручног ватреног оружја (аркебузе, мускете). Почетком 20. века поново су се почеле израђивати за минобацаче који су се тада појавили. Данас их осим минобацача имају ручни ракетни бацачи и неки противтенковски топови.

### Олучне цеви
Изолучене, жлебне или ижлебљене цеви, у широкој употреби од половине 19. века, почеле су се, као покушаји, примењивати још од појаве првог ватреног оружја. На израду олучних цеви прешло се почетком 19. века, када се увидело да се оружјем са таквим цевима може постићи већа прецизност гађања и за једну трећину већи домет него оружјем са глатким цевима.

### Делови цеви
Канал цеви дели се на водиште пројектила и барутну комору. Олучне цеви имају између та два дела прелазни конус, на који належе део пројектила за урезивање у олуке. Цеви са затварачем имају још и његово лежиште у задњаку цеви (артиљеријска оруђа) или сандуку (ручно ватрено оружје).